# Autophila catephenoides
Autophila catephenoides är en fjärilsart som beskrevs av Charles Boursin 1955. Autophila catephenoides ingår i släktet Autophila och familjen nattflyn. Inga underarter finns listade i Catalogue of Life.